# Staffan Strand
Staffan Strand (Suecia, 18 de abril de 1976) es un atleta sueco retirado especializado en la prueba de salto de altura, en la que ha conseguido ser medallista de bronce europeo en 2002.

## Carrera deportiva
En el Campeonato Europeo de Atletismo de 2002 ganó la medalla de bronce en el salto de altura, saltando por encima de 2.27 metros, siendo superado por el ruso Yaroslav Rybakov (oro con 2.31 metros) y el también sueco Stefan Holm (plata con 2.29 metros).